# Manfred Wagner
Manfred W. Wagner (ur. 14 stycznia 1934 w Hassel, powiat Sankt Ingbert, dziś powiat Saarpfalz) – niemiecki polityk, samorządowiec i działacz związkowy, poseł do Parlamentu Europejskiego I i II kadencji.

## Życiorys
Z zawodu pracownik branży przemysłowej. Po zdaniu egzaminu w Akademii Pracy przy Uniwersytecie Kraju Saary pracował jako urzędnik przemysłowy. Od 1961 do 1972 kierował radą pracowniczą przy hucie Halbergerhütte, później kierował oddziałem Federacji Niemieckich Związków Zawodowych w Saarze. W 1976 został prezydentem międzynarodowego związku Internationalen Gewerkschaftsrats Saarland-Lothringen-Luxemburg.
Został członkiem Socjaldemokratycznej Partii Niemiec. Od 1970 do 1979 zasiadał w landtagu Kraju Saary, gdzie był wiceszefem (1972–1979) i szefem (1979) frakcji partyjnej. W 1979 i 1984 uzyskiwał mandat posła do Parlamentu Europejskiego. Przystąpił do grupy socjalistycznej, należał m.in. do Komisji ds. Gospodarczych i Walutowych oraz Delegacji ds. stosunków z Japonią. W 1993 był współzałożycielem organizacji Saar-Gemeinschaftsinitiative.